# نبرد قرنه (جنگ عراق)
نبرد قرنه نبردی در طول جنگ عراق بین نیروی چند ملیتی در عراق و شورشیان عراقی بود. این نبرد در قرنه رخ داد.  در این نبرد، شورشیان کوشیدند کنترل شهر را از دست متحدین، که عمدتاً سربازان دانمارکی، لیتوانیایی و انگلیسی بودند خارج و آن را به دست بگیرند. شورشیان بعداً مجبور به عقب نشینی شدند.

## پیامدها
عنصر اصلی در نبرد، گروه پیاده نظام مکانیزه لیتوانی بود. سرباز دانمارکی، گروهبان اوله گرتلوند، به دلیل نجات جان سربازان لیتوانی، مدال دفاع را دریافت کرد. 